# Castillo de Salvatierra (Villena)
El castillo de Salvatierra, conocido popularmente como El Castillico, se sitúa sobre el repliegue de la sierra de la Villa, en la localidad de Villena (provincia de Alicante, España). Se construyó durante el siglo X y perduró hasta el siglo XIV, cuando sería abandonado en beneficio del castillo de la Atalaya. Desde su enclavamiento se pueden contemplar los valles de Biar, Benejama y Villena, así como las localidades de Yecla y Caudete. Actualmente la edificación está en ruinas y solo se conserva una pequeña parte de ella.

## Descripción

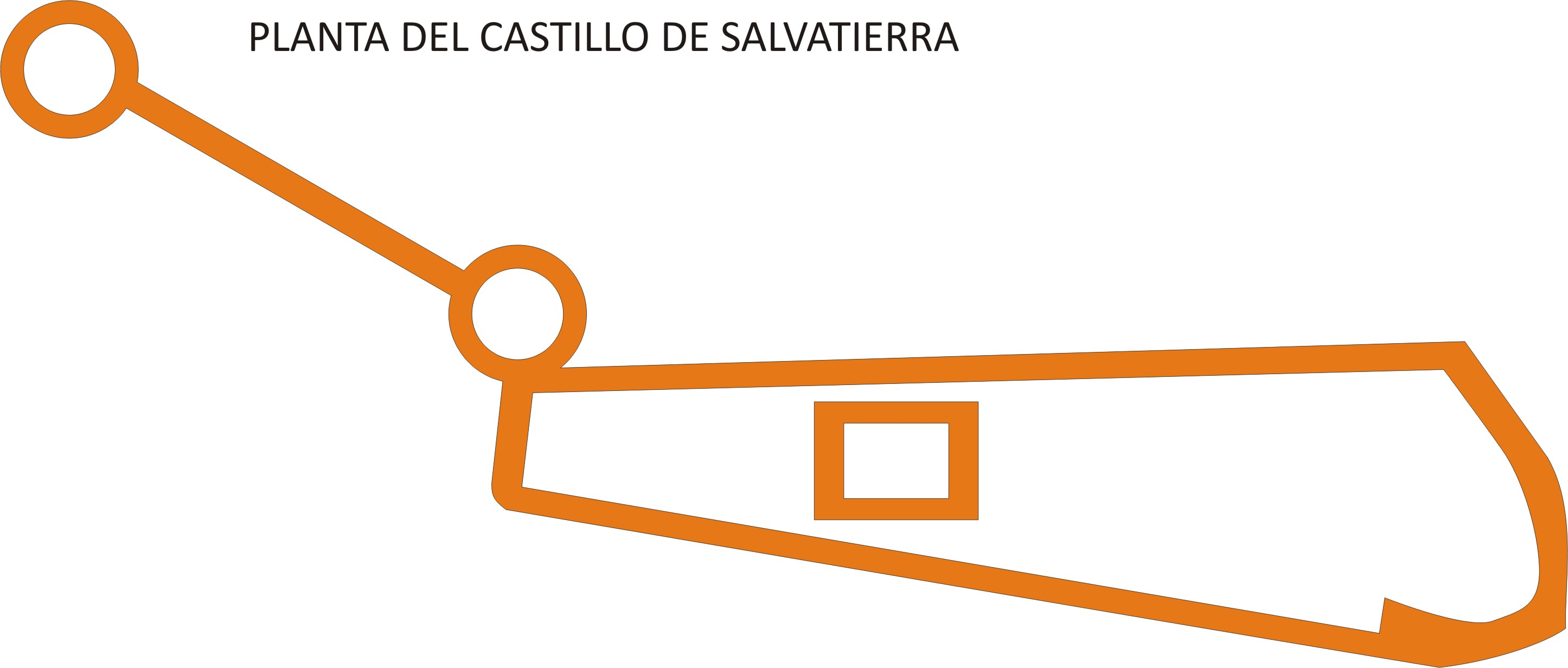
Planta del Castillo de Salvatierra.

La construcción de forma rectangular alcanza unas dimensiones de 50 m de longitud y cinco de anchura, cuyos muros de doble parámetro miden 60 cm de espesor y están construidos con piedras medianas y unidos por argamasa. Los bloques de piedras por los que se componen son de tamaño mediano. En su parte superior se alzan tres torres: la norte de planta circular en su origen, pasó a adquirir su actual forma rectangular al igual que la torre central. La torre sur o torre del homenaje, cuadrada y con muros de hasta tres metros de espesor está compuesta por cuatro cuerpos de los cuales los dos primeros son de tapial almohade y el resto de mampostería donde se conserva todavía la Mancala: pasatiempo de origen musulmán que se mantiene grabado en la roca. La fortaleza presenta una clara división entre la zona superior o alcazaba y la zona inferior o albacara, en cuya parte este se ve delimitada por un largo lienzo de muralla rectilíneo mampostado. Además de estos elementos exteriores, existen otros elementos interesantes como su aljibe y construcciones realizadas sobre la propia roca tales como las escaleras o los canales de recogida de agua.

## Historia

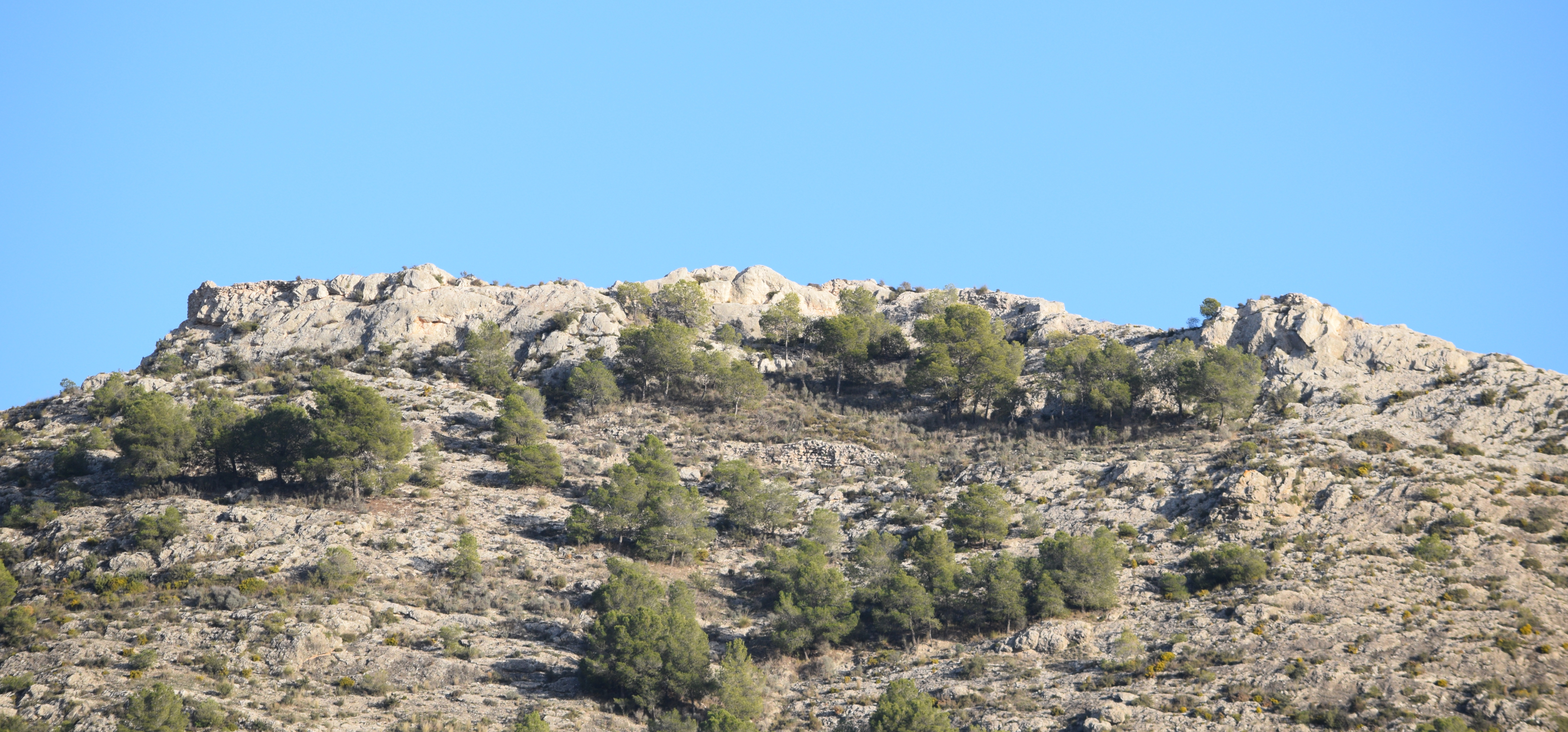
Perfil del Castillo visto desde la ciudad; sobre las rocas se pueden distinguir los arranques de algunos de los muros.

En 1951 el arqueólogo José María Soler realizó sondeos arqueológicos en esta fortaleza para conocer su origen y su perduración. Los hallazgos confirmaron que tiene un origen islámico, de época califal, y que perdura en época almohade. Finalmente, con la conquista cristiana la ocupación continua hasta el siglo XIV. Las primeras menciones históricas aparecen en el siglo XIII con motivo del matrimonio de Don Juan Manuel, Señor de Villena, con la infanta doña Isabel de Mallorca. Este acontecimiento desencadenó que el monarca de Aragón, su futuro suegro, estipulase la entrega de Salvatierra a la infanta en concepto de dote.
Posiblemente el castillo cumplía funciones estratégicas de vigilancia y control de la vía de paso del Vinalopó así como lugar de luchas hasta el siglo XIV, posteriormente episodios como el levantamiento de los 'agermanados' valencianos, o batallas de la guerra de Sucesión o de la Independencia tuvieron lugar entre sus muros. En la Relación enviada por el Concejo de Villena a Felipe II en 1575 aparece esta descripción del castillo:

Ansimismo, ay otro castillejo muy antiguo que se llama el castillo de Salvatierra, que está ansimismo a la parte de oriente, un tiro de alcabuz apartado de castillo arriba declarado. Este castillejo esta fundado ençima el altura de un tajo de peña sobre la syerra, a las faldas deste castillejo, ay algunos algibes fabricados a mano, cavada la dicha peña. Y ay concavos, cuevas, vestigios y senales de edifiçios de habitaciones de moradas muy antiguos, por los quales se demuestra la grande antiguedad deste pueblo.

Hay que señalar que este lugar ha sido ocupado en diferentes periodos, quizás debido a su situación privilegiada en altura que permite una fácil defensa y control del territorio. En este sentido los trabajos de José María Soler confirmaron la presencia, no solo de restos medievales sino también de las épocas prehistórica, antigua y medieval.
La importancia histórica de la fortificación le ha merecido la declaración de  Bien de Interés Cultural con categoría de  Monumento desde 1985.